# Sicyodes olearis
Sicyodes olearis är en fjärilsart som beskrevs av Louis Beethoven Prout 1938. Sicyodes olearis ingår i släktet Sicyodes och familjen mätare. Inga underarter finns listade i Catalogue of Life.